# Autoroute A-6 (Espagne)

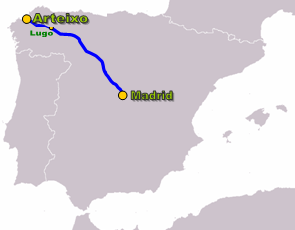
Tracé de l'autovia A6

Pour les articles homonymes, voir Autoroute A6 et Autoroute du Nord-Ouest.
L'Autovía del Noroeste A-6 est une autoroute qui permet de relier Madrid aux grandes villes du nord-ouest de l'Espagne (Galice).
Elle a une longueur de 590 km divisée en 2 sections :
- De Madrid à Villalba au pied de la Sierra de Guadarrama.
- De Adanero à La Corogne.

Cette autoroute est entièrement gratuite hormis la section entre Villalba et Adanero où elle devient payante à cause du tunnel de la Sierra de Guadarrama de 3 345 m et où elle change de nom et devient l'AP-6.

## Tracé
- l'A-6 débute à l'ouest de Madrid (M-30) où elle prolonge la grande Avenue de l'Arche de la Victoire. Elle traverse la partie est de l'agglomération de la capitale où elle dessert les villes de Aravaca, Majadahonda et Las Rozas de Madrid et d'où elle est rejointe par la M-50 (Périphérique de l'agglomération de Madrid)[1].
- À hauteur de Guadarrama, l'A-6 se termine pour laisser place à l'AP-6 au pied de la Sierra de Guadarrama qu'elle va traverser le long d'un tunnel tri-tube (le troisième tube servant dans un sens ou l'autre selon les heures de pointe).
- 66 km plus loin, après Adanero, elle redevient l'A-6 et poursuit son chemin vers la Galice.
- L'autoroute du nord-ouest arrive à Tordesillas où se situe un nœud autoroutier assez important. En effet au nord de la ville se croisent l'A-6, l'A-11 (Portugal - Soria via Zamora) et l'A-62 (Portugal - Burgos via Salamanque).
- L'A-6 arrive à Benavente par le sud où se croisent l'A-66 (Séville - Gijón) et se détache l'A-52 pour Vigo. L'A-65 étant en projet elle devrait partir du nœud autoroutier pour rejoindre Palencia.
- 55 km plus loin, à hauteur de Astorga se détache l'AP-71 (Antenne de Léon) qui permet de relier la ville de Léon et Burgos par autoroute sans passer par Valladolid.
- Après avoir contourné Ponferrada et Lugo par le nord, l'A-6 arrive dans l'agglomération de La Corogne où elle croise l'AP-9 (La Corogne - Vigo) vers Betanzos.
- L'A-6 contourne La Corogne par le sud avant de se connecter à l'AG-55 (La Corogne - Cee) à hauteur d'Arteixo.

## Sorties

### DeMadridàVillalba
- 4 et  5 (2 échangeurs complets) et  5 (sens La Corogne-Madrid) : Ciudad Universitaria
- 6  Échangeur autoroutier entre A-6, M-30 (périphérique de Madrid) et Madrid-Dehesa de la Villa : A-5 (depuis La Corogne seulement), El Pardo, A-1 (M-30) +  sortie de Madrid
- Pont sur le Manzanares
- 7 (sens Madrid-La Corogne) : Madrid-Playa/Puerta de Hierro + début de section en 2x3 voies + 2 voies modulables
- 8 : Hipódromo +  Aire de service El Pardo (sens Madrid-La Corogne)
- 9 : Madrid-Moncloa-Aravaca/parc Casa de Campo ( M-500 )
- 10A (depuis Madrid) : Madrid-Valdemarín
- 10 : Madrid-Aravaca - Pozuelo de Alarcón
- 11  Échangeur autoroutier entre A-6 et M-40
- 12 (de et vers Madrid) : Madrid-La Florida
- 13 (sens Madrid-La Corogne) : Majadahonda - El Plantio
- 15 (sens Madrid-La Corogne) : Casa Quemada
- 15 (sens La Corogne-Madrid) : Majadahonda - El Plantio
- 17 (depuis Madrid) : Camino viejo de Madrid
- 18 (depuis Madrid et vers les deux sens) : Las Rozas de Madrid - El Escorial
- 19/20 : Las Rozas de Madrid - M-50 (de et vers Madrid) + Fin des 2 voies modulables
- 19/24 : El Pinar - Zone commerciale Las Rozas
- 23  Échangeur autoroutier entre A-6 et M-50 (de et vers La Corogne) : vers A-5A-42A-4A-3 + section en 2x4 voies jusqu'au km 49 (AP-6)
- 24 (depuis Madrid) : Gare de Las Matas,  Aire de service Voie de service (dans les deux sens)
- 26 : Las Matas - Los Peñascales,  Aire de service Voie de service (dans les deux sens)
- 27-29 : Torrelodones - Hoyo de Manzanares ( M-618 ),  Aire de service Voie de service (sens La Corogne-Madrid)
- 33 (depuis les deux sens et vers Madrid) : La Berzosa
- 36 : Galapagar - La Navata - Parquelagos
- 38 (depuis La Corogne) : Collado Villalba,  Aire de service Voie de service (sens La Corogne-Madrid)
- 39 : Collado Villalba ( M-601 )
- 42 (depuis les deux sens et vers Madrid) : Guadarrama ( N-IV ) +  l' A-6  devient l' AP-6

### De Villaba à Adenero (AP-6)

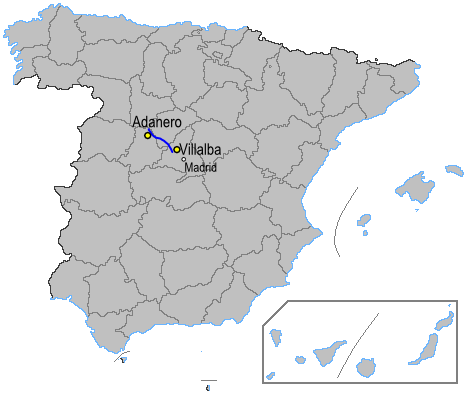
Localisation de l'AP-6 sur le territoire espagnol

- 42 (depuis les deux sens et vers Madrid) : Guadarrama ( N-IV ) +  l' A-6  devient l' AP-6 
  -  Aire de service de Villalba (dans les deux sens)
- 47 : Guadarrama, El Escorial ( M-600 )
  - Passage de la 2x4 voies en 2x3 voies + 1x2 voies (sens alterné selon les heures) à 49 km, puis 2+2+3 voies au tunnel, avant de revenir en 2x3 voies + 1x2 voies jusqu'au péage de San Rafael
  -  Aire de repos de Guadarrama (sens Madrid-La Corogne)
- 52 (de et vers Madrid) : Col de Guadarrama ( N-IV ); début de la section payante
  -  Tunnel de Guadarrama (3345m), Passage de la Communauté de Madrid à la Castille-et-León
  -  Péage de San Rafael +  60 : San Rafael (es), Segovie ( N-603 )
- 61  Échangeur autoroutier entre AP-6 et AP-61 (Ségovie) (de et vers Madrid)
  - Section en 2x3 voies jusqu'à  81
  -  Aire de repos de l'Espinar (sens Madrid-La Corogne)
  -  Aire de repos de Navas de San Antonio (dans les deux sens)
  -  Aire de service de Villacastin (dans les deux sens)
- 81  Échangeur autoroutier entre AP-6 et AP-51 : Avila, Villacastin ( AP-51 ,  N-110 )
  -  Péage de Labajos
- 102 (de et vers Madrid) : Salamanque  A-50  - Sanchidrián ( CL-507 )
- 108 (de et vers Madrid) : Adanero, Olmedo, Valladolid ( N-601 )
- 110 (de et vers La Corogne) : Adanero-nord ( N-VI ) +  l' AP-6  redevient l' A-6

### DeAdaneroàLa Corogne
- 110 (de et vers La Corogne) : Adanero-nord ( N-VI ) +  l' AP-6  redevient l' A-6 
  -  Aire de service Adanero (dans les deux sens)
- 112 : Ávila, Olmedo ( N-403 )
- 114 : Gutierre-Muñoz - Martin Muñoz de las Posadas
- 117 : Orbita,  Aire de service Orbita (dans les deux sens)
- 119 : Espinosa de los Caballeros,  Aire de service Espinosa de los Caballeros (dans les deux sens)
  -  Aire de service Arévalo-sud (sens Madrid-La Corogne)
- 124 : Arévalo - Segovia - San Cristóbal de la Vega
- 126 (de et vers La Corogne) : Martín Muñoz de la Dehesa
  - Pont sur le Rio Adaja
- 129 : Arévalo,  Aire de service Arévalo (dans les deux sens)
- Aire de repos Palacios de Goda (dans les deux sens)
- 134 : Palacios de Goda
  -  Aire de service Palacios de Goda-nord (sens La Corogne-Madrid)
- 138 : Honquiliana - San Pablo de la Moraleja
- 141 : Ataquines - Olmedo - Muriel
- 147 : San Vicente del Palacio,  Aire de service San Vicente del Palacio (dans les deux sens)
- 149 : Gomeznarro - Ramiro
  -  Aire de service Medina del Campo-sud (dans les deux sens)
- 156 : Medina del Campo
- 157 : Medina del Campo, Olmedo ( CL-602 )
- 160 : Medina del Campo, La Seca ( CL-610 )
- 161 : Medina del Campo
- 165 :  Aire de service Medina del Campo-nord (dans les deux sens)
- 170 : Rueda-sud - Nava del Rey
- 172 : Rueda-nord - Nava del Rey
- 175 : Foncastín, La Seca,  Aire de service Rueda-nord (dans les deux sens)
- 179 : Tordesillas-sud
  - Pont sur le Douro
- 181  Échangeur autoroutier entre A-6 et A-62 : Valladolid, Burgos
- 184  Échangeur autoroutier entre A-6 et A-11/A-62 : Salamanca, Portugal (A-62), Zamora (A-11) +  184B : Tordesillas
- 186 : Villavieja del Cerro,  Aire de service Villavieja del Cerro (dans les deux sens)
- 189 : Bercero - Villalar de los Comuneros
  -  Aire de service Vega de Valdetronco-sud (sens La Corogne-Madrid)
- 195 (depuis Madrid) : Vega de Valdetronco
- 196 : Vega de Valdetronco - Marzales,  Aire de service Vega de Valdetronco (dans les deux sens)
  -  Aire de repos Mota del Marqués (sens La Corogne-Madrid)
- 201 (depuis Madrid) :  Aire de service Mota del Marqués (sens Madrid-La Corogne)
- 203 : Mota del Marqués - Villalbarba
- 209 : Tiedra - San Cebrián de Mazote
- 211 : Urueña,  Aire de service Villardefrades (dans les deux sens)
  -  Aire de repos Villardefrades (dans les deux sens)
- 215/217 : Villardefrades +  216 : Medina de Rioseco - Toro
  - Pont sur le Rio Sequillo
  -  Aire de repos San Pedro de Latarce (sens La Corogne-Madrid)
- 221 : Villanueva de los Caballeros - San Pedro de Latarce
  -  Aire de service Villanueva de los Caballeros (dans les deux sens)
- 226 : Cotanes del Monte
  -  Aire de repos Villalpando (sens Madrid-La Corogne)
- 232 :  Aire de service Villalpando-sud (dans les deux sens)
- 234/239 : Villalpando - Villafáfila +  236 : Zamora, Palencia ( CL-612 ),  Aire de service Villalpando (dans les deux sens)
- 243/245 : Cerecinos de Campos
- 251 : Villalobos, San Esteban del Molar +  Aire de service San Esteban del Molar (dans les deux sens)
- 255  Échangeur autoroutier entre A-6(Tordesillas, Valladolid, Madrid) et A-66
- 257 : Paradores de Castrogonzalo, Palencia ( N-610 ) - Zamora ( N-630 )
  - Pont sur l'Esla
- 259 : Benavente - Santa Cristina de la Polvorosa ( N-525 )
- 262/261 : Benavente, centre logistique CyLog
- 264 : San Cristobal ( N-630 ) (de Madrid et vers les deux sens), Benavente (depuis La Corogne)
- 266 : Benavente - Villabrazaro
- 267  Échangeur autoroutier entre A-6, A-66 (León, Oviedo) et A-52 (Ourense, Vigo)
  -  Aire de service La Torre del Valle (dans les deux sens)
- 277 : Pobladura del Valle - Alija del Infantado
- 280 (sens Madrid-La Corogne) : Alija del Infantado
- 292 : Valcabado del Páramo,  Aire de service Valcabado del Páramo (dans les deux sens)
- 298 : La Bañeza
- 303 : La Bañeza - Puebla de Sanabria,  Aire de service La Bañeza (dans les deux sens)
- 306 : La Bañeza, Palacios de la Valduerna ( N-VI )
- 314 : Riego de la Vega, Toralino de la Vega ( N-VI )
- 318 : Valderrey ( N-VI )
- 323-324  Échangeur autoroutier entre A-6 et AP-71 () : Astorga ( N-VI ) - León ( N-120  AP-71)
- 326 : Astorga, Val de San Lorenzo, Morales del Arcediano ( N-VI ),  Aire de service Astorga (dans les deux sens)
- 329-330 : Astorga ( N-VI )
- 333-334 : Brazuelo - Pradorrey
- 339-340 : Combarros
  - Col de Manzanal (1 221 m)
- 347-349 : Manzanal del Puerto
- 350-351 : Torre del Bierzo - Brañuelas,  Aire de service Manzanal (dans les deux sens)
- 360-361 : La Ribera de Folgoso - Albares de la Ribera
- 364-366 : Bembibre - Torre del Bierzo + Pont sur le Rio Boeza
- 371-372 : Bembibre - Toreno,  Aire de service San Román de Bembibre (dans les deux sens)
- 376-378 : San Miguel de las Dueñas - Almázcara - Congosto ( N-VI ) +  Aire de service Almazcara (sens La Corogne-Madrid)
- 382-383 : Ponferrada-est ( N-VI )
  - Viaduc Fernandes del Campo sur le Sil
- 387 : Ponferrada-nord ( N-VI ) - Villablino ( CL-631 ) - Fabero ( LE-711 )
  -  Aire de service Ponferrada (dans les deux sens)
- 394 : Camponaraya - Cacabelos,  Aire de service Camponaraya (dans les deux sens)
- 399 : Carracedelo, Villamartin ( N-VI )
  - Viaduc sur le Cúa
- 400/405 : Toral de los Vados - El Barco de Valdeorras - Orense ( N-120 ),  Aire de service Parandones (dans les deux sens)
- 407 : Villafranca del Bierzo, Corullón Cacabelos ( N-VI )
  -  Tunnels de Villafranca del Bierzo (555 m) et de Trabadelo (233 m)
- 415 : Trabadelo, Pereje ( N-VI ),  Aire de service Trabadelo (dans les deux sens)
  -  Tunnel de La Escrita (150 m)
- 419-420 : La Portela, Vega de Valcarce, Balboa ( N-VI ),  Aire de service Vega de Valarce (dans les deux sens)
  - Montée vers le col de Piedrafita del Cebreiro dans le sens Madrid-La Corogne, série de viaducs
  - Passage de la Castille-et-León à la Galice
- Col de Piedrafita do Cebreiro (1 099 m) +  431/432 : Pedrafita do Cebreiro ( N-VI ),  Aire de service du col de Pedrafita do Cebreiro (dans les deux sens) +  Tunnel du Col de Piedrafita do Cebreiro (865 m)
  -  Tunnel de San Pedro (280 m)
- 438 : Doncos - Noceda ( N-VI )
  -  Tunnel de Doncos (680 m)
- 444 : As Nogais ( N-VI )
- Viaducs sur le Rio Navia
- 451 : Becerreá ( N-VI ) - Navia de Suarna, Cervantes ( LU-722 )
  -  : Tunnel de Cereixal (700 et 800 m)
- 456 : Becerreá, Cereixal ( N-VI ) +  Aire de repos Becerreá (sens Madrid-La Corogne)
  - Pont sur le Rio Neira
- 461 : Neira de Rei, Baleira ( LE-710 )
  -  Tunnel de Neira (162 m)
- 469 : Sobrado, Baralla ( N-VI )
  -  Aire de repos Baralla (sens La Corogne-Madrid)
- 479 : O Corgo - Castroverde ( N-VI ),  Aire de service Fontoira (dans les deux sens)
  -  Aire de service O Corgo (dans les deux sens)
- 488  Échangeur autoroutier entre A-6 et A-54 : Orense, Saint-Jacques-de-Compostelle (A-54) - Lugo-sud ( LU-11 ) - Sarria, Monforte de Lemos ( CG-2.2 )
- 493 : Lugo - Fonsagrada ( LU-530 ),  Aire de service Lugo-est (dans les deux sens)
- 497 : Oviedo, Lugo-est, Ribadeo ( N-640 )
- 500 : Lugo-nord ( N-VI ) - Orense ( N-640 )
- 507 : Castro de Rei - Outeiro de Rei,  Aire de service Outeiro de Rei (dans les deux sens)
- 510 : Rábade ( N-VI ) - Villalba ( LU-541 ) - Cospeito ( LU-111 )
- 517 : Begonte
- 522A  Échangeur autoroutier entre A-6 et A-8 : Villalba - Ferrol - Oviedo
- 522B : Baamonde, Villalba ( N-634 )
- 529 : Parga ( LU-170 )
- 535 : Guitiriz ( N-VI )
  -  Aire de service Guitiriz (dans les deux sens)
- 540 : Saint-Jacques-de-Compostelle ( N-634 )
- 549 : Montesalgueiro-Aranga ( N-VI ) - Irixoa ( AC-151 )
  -  Aire de service Coirós (dans les deux sens)
- 560 : Coirós, Betanzos-centre ( N-VI )
  -  Aire de repos Oza dos Ríos (dans les deux sens)
- 565 : Oza-Cesuras, Curtis ( AC-840 )
- 567 : Betanzos-sud, Mabegondo ( AC-542 ) - Ferrol ( N-651 )
- 568  Échangeur autoroutier entre A-6 et AP-9 () : La Corogne - Saint-Jacques-de-Compostelle - Ferrol
- 573 : Mabegondo, Carral ( AC-523 )
- 583 : La Corogne, Saint-Jacques-de-Compostelle, Cambre ( N-550 )
- 586 : Aéroport de La Corogne, La Corogne ( AC-14 ), Ledoño, Culleredo ( AC-523 )
- 589 : Uxés - Culleredo - Orro
- 592  Échangeur autoroutier entre AG-55 et A-6 : La Corogne - Caballo +  l'A-6 devient l' AC-551  et rejoint Arteixo